# Castello di Canossa

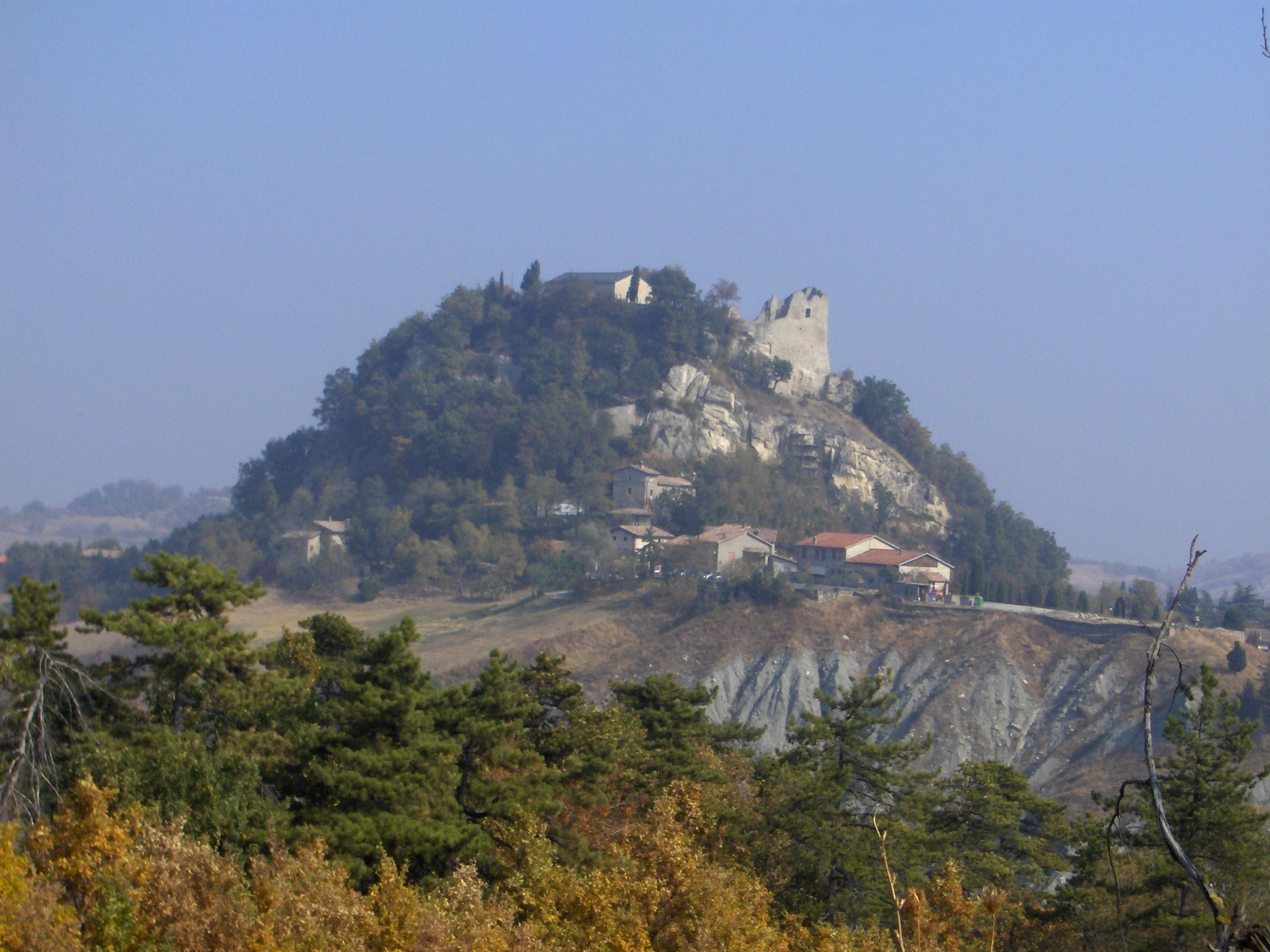
Castello di Canossa.

Castello di Canossa är en medeltida borg, belägen 20 kilometer sydväst om staden Reggio nell'Emilia i norra Italien. Canossa uppfördes på 940-talet och tillhörde på 1070-talet markgrevinnan Matilda av Toscana. Ruinen är sedan 1878 ett så kallat nationalmonument, ägt av italienska staten.

## Henrik IV:s vandring till Canossa
När påven Gregorius VII besökte borgen uppsöktes han av den tyske kungen Henrik IV som belagts med påvlig bannlysning 1076. Efter tre dagars förödmjukande botgöring fick Henrik tillträde den 28 januari 1077 och löstes från bannet. Därigenom skedde ett kort uppehåll i investiturstriden. Uttrycket "att gå till Canossa" eller "göra en Canossa-vandring" betyder ungefär detsamma som "att krypa till korset" eller att göra bot.